# A holnap elrablói (regény)
A holnap elrablói (japánul: 明日泥棒, Hepburn-átírással: Asu dorobō) Komacu Szakjó 1965-ben megjelent tudományos-fantasztikus regénye.

## Történet
|  | Alább a cselekmény részletei következnek! |

Toda Yudzo egy nap Tokióból Jokohamába utazott, hogy megpihentesse fáradt idegeit. Úgy gondolta, hogy egy üveg olcsó whisky és a kirándulás elfeledteti vele, hogy összeveszett a szerelmével, Micuskával. Toda a kikötő feletti dombtetőn találkozott Goemonnal, egy furcsa öltözetű és viselkedésű férfival. A turista állítólag hajóval érkezett Japánba, ahol az itteniek vendégszeretetét szerette volna kipróbálni. A rámenős idegen meghívatta magát Toda otthonába, és innentől kezdve elszabadultak az események. Goemon a gépkocsit barbár közlekedési eszköznek tartotta, így a taxi 20 km-es útját hihetetlen módon lerövidítette. Toda rosszul lett az öt perces utazástól, Goemon szerint szokás kérdése a szupertérben való közlekedés. 
A japán fiatalember rossz álomnak vélte kalandját és a keménykalapos ismeretlent, de odahaza a szerelme is megerősítette abban, hogy mindez: valóság. A lakótelepet skatulyának, a menyasszonyt nősténynek, a csókolózást harapdálásnak nevező Goemon jól belakmározott Todáéknál, majd – mint aki jól végezte dolgát – aludni készült. Micuska és Toda alig hallották egymást a környékről behallatszó dübörgéstől (új metróvonalat építettek), a dzsessz-zenétől (a szomszédból szűrődött át). Hirtelen azonban – minden átmenet nélkül – totális csend lett.
A Japánra rázúduló katasztrófa egy 600 km átmérőjű területet érintett, a süketséggel megvert zónát „Csend-övezet”nek nevezték el.
A rengeteg tragédiát követelő, megdöbbentő káosz három napja után megszűnt a hangvákuum, de mindezt ipari kémkedéssel, külföldi hírszerzők akciófilmbe illő jeleneteivel fűszerezett, örvénylő eseménysor követte. Goemon újabb és újabb kalamajkába keverte Todát és önmagát. Egy napon elnémult a Föld minden lőfegyvere, a rakéták nem emelkedtek a magasba, a hadigépek tömege vált használhatatlanná. Később megszűnt az elektromosság, majd a benzin, a gázolaj, a kerozin elvesztette gyúlékonyságát. A világűrből érkezett emberke alapjaiban átformálta a földlakók életét. Van-e kiút az emberiség számára a középkori fejlettségi szintre visszasüllyedt állapotból?
|  | Itt a vége a cselekmény részletezésének! |

## Szereplők
| Név          | Jellemzője                                                      |
| ------------ | --------------------------------------------------------------- |
| Toda Yudzo   | kishivatalnok, egy hírközlő eszközöket gyártó cég alkalmazottja |
| Micuska      | Toda szerelme, középiskolai tanárnő                             |
| Goemon       | különös külföldi                                                |
| Tamura Daijo | Japán egyik legbefolyásosabb és legrejtélyesebb embere          |
| Kokura úr    | az Universal cég mérnöki osztályának vezetője                   |
| Takadzaki úr | műszaki igazgató                                                |
| Ashiwara úr  | fejlesztési igazgató                                            |

## A regény üzenete
Toda, a földi főszereplő véletlenül került az események középpontjába. A fiút nem érdekelte a politika, amennyire tőle telt: becsülettel végezte a munkáját, élte hétköznapi életét. Goemon a politika iránt közömbös tudós, titokzatos kutató, zseniális csodabogár megtestesítője felkavarta az emberek megszokott mindennapjait, Toda világát is alapjaiban alakította át. Az egyszerű kisember szemén át nézve az eseményeket a tudományos-fantasztikus regény felveti azt a kérdést, hogy a tudománynak a háborút vagy az emberiség boldogulást kell-e szolgálnia. A japán fiatalember a mű végén nem mondta ki a választ, de az egész történet azt üzeni az olvasónak, hogy nem engedhető meg, hogy önző, hatalomvágyó, militarista, kegyetlen politikusok kezébe kerüljön a tudomány. A haladás lehetséges irányai közül a békéset kell a Föld polgárainak választaniuk.
– Furcsa lények vagytok ti, földi emberek – mondta Goemon. – A bolygótok gazdag és szép. Egyszerűen elképesztő, miért estek hasra a rossz előtt, és miért üldözitek a jót.

## Idegenek a Földön
A kötet a regényen kívül 12 novellát tartalmaz, és Kuczka Péter utószavával – Idegenek a Földön – zárul.
Szent könyvekben, irodalmi művekben már számtalan idegen látogatott a Földre. Régebbi híradások szóltak erről a Bibliában, a Mahábháratában, a Popol Vuhban.
Voltaire Micromegas (1752) című filozófiai történetében az idegen egy szellemes, jó szándékú, repülni is képes fiatalember képében érkezett hozzánk a Szíriusz egyik bolygójáról. H. G. Wells Világok harcában viszont szörnyeteg kinézetű és lelkületű marslakók fenyegették az emberiség megmaradását.
Vajon milyenek lesznek valójában? Talán az idegenek első látogatását nevetés veszi majd körül? Esetleg úgy, ahogyan ez néha-néha Komacu Szakjó regényének olvasójával is megtörténik. Hisz a szerző torzító tükröt tart elénk: a furcsa, komikus Goemon szemével láttatva az emberiség kicsinyességét, önzését: gyakran csalhat mosolyt az arcunkra.
Az utószó a japán sci-fi rövid elemzésén kívül Komacu (1971-ig áttekinthető) pályafutását is bemutatja.

## Novellák a kötetben
| Cím                              | Összefoglaló                                                                          |
| -------------------------------- | ------------------------------------------------------------------------------------- |
| Az elárvultak                    | Békeszerető gyerekek ultimátumot nyújtanak be egy államelnöknek.                      |
| Törvénytervezet a vesztegetésről | Szatirikus történet a korrupció megszüntetésének lehetséges módjáról.                 |
| A csőd előtt                     | Ördögi történet arról, hogyan úszhatja meg egy cégtulajdonos a totális csődöt.        |
| Ásnak                            | Kitartó nyomozás, hogy a nagyvárosban meddig tarthat egy felújítás.                   |
| A füstvirágok                    | Egy távoli csillag bolygóján kialakult művészet meghonosodhat-e a Földön?             |
| A szörny halála                  | Egy idegen űrhajó jó szándékú utasai beavatkoznak egy elmaradott civilizáció sorsába. |
| Hív a magasság                   | Egy bátor felfedező kísérleti repülése a felső rétegekbe.                             |
| A „bika feje”                    | „Szörnyű történet. Borzalmas elbeszélés.”                                             |
| Holdünnep                        | Az ősi hagyomány tisztelete folytatódik a jövőben is.                                 |
| Mese                             | Monda arról a fantasztikus hősről, aki őszibarackban született.                       |
| Ha rosszkedvű                    | A sztereotelevízió látványos világot teremt maga körül.                               |
| A virágok ünnepe                 | A csodálatos parkban átélhető a négy évszak minden gyönyörűsége: csak a valóság nem.  |

## Magyarul
- A holnap elrablói. Tudományos-fantasztikus regény; oroszból ford. Török Piroska, utószó Kuczka Péter; Kossuth, Bp., 1971 (Fantasztikus sorozat)